# ヤブサンザシ
ヤブサンザシ（藪山査子、学名: Ribes fasciculatum）は、スグリ科スグリ属の落葉低木。和名の由来は、赤い果実がバラ科のサンザシに似ており、藪に生えるところから名付けられている。
本州（青森県三八地方以南）・四国・九州・朝鮮半島・中国に分布する。山野に稀に自生し、庭木にもされる。
落葉広葉樹の低木で、高さ1メートル (m) ほどの株立ちになる。樹皮は紫褐色から茶褐色で、生長にしたがって浅く裂けて剥がれる。若い枝は灰白色で、はじめ軟毛があるが後に無毛になる。枝の樹皮は縦に剥がれ落ちて、のちに暗赤色になる。
雌雄異株で4-5月頃、黄緑色の花を咲かせる。花は萼が目立ち花弁のように見える。本物の花弁は小さくて目立たない。果実は液果で10-11月頃に赤熟する。
冬芽は長さ1センチメートル (cm) ほどの披針形で、赤褐色をしている。葉痕は三日月形で、両端から稜が出て、維管束痕が3個ある。